# Infierno, canto trigésimo segundo

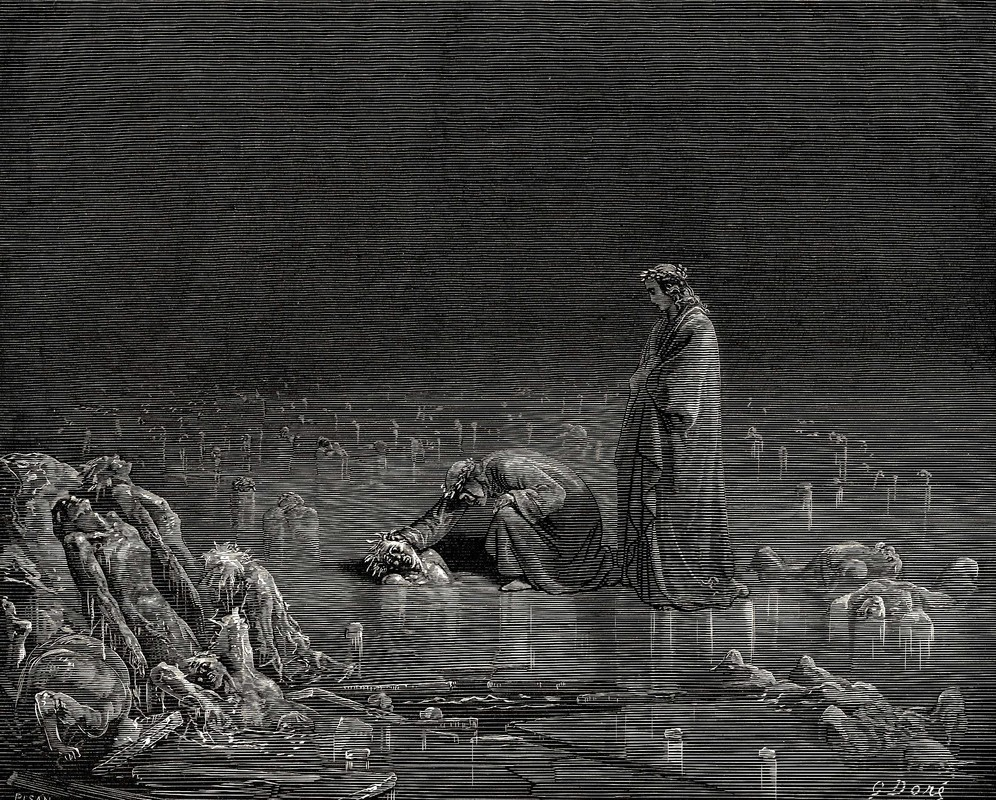
Dante encuentra a Bocca degli Abati (Canto XXXII). Ilustración de Paul Gustave Doré.

El canto trigésimo segundo del Infierno Dante Alighieri se sitúa en la primera y segunda zona del noveno círculo, en el hielo del Cocito, donde son castigados respectivamente los traidores de los parientes (Caína) y los de la patria y el partido (Antenora). Estamos en la tarde del 9 de abril de 1300 (Sábado Santo), o según otros comentadores del 26 de marzo de 1300.

## Incipit
«Canto XXXII, nel quale tratta de’ traditori di loro schiatta e de’ traditori de la loro patria, che sono nel pozzo de l’inferno». (traducción: Canto XXXII, en el que trata de los traidores de su raza y de los traidores de su patria, que están en el abismo del infierno)

## Análisis del canto

### Invocación de Dante - versos 1-15
El canto inicia con los célebres tercetos en el cual Dante invoca a las Musas para encontrar rimas ásperas y roncas, que se adapten a la triste degradación de la zona más baja del Infierno, el noveno círculo dedicado a los traidores, aquellos que, según lo que se lee en el canto XI, son aquellos que violaron el pacto de los que confiaban en uno por vínculos especiales ya sea por parentela, deber cívico, hospitalidad o benevolencia. Dante buscaba un efecto retórico-lingüístico que fuese extremadamente opuesto a la dulzura (como el dolce stil novo).
Dante está entonces en la triste fosa sobre el cual se apoyan con la base todas las otras rocas del Infierno. Aquí no encuentra palabras adecuadas para describir completamente el "jugo" de su pensamiento, y en el Dante-escritor aparece el miedo de no estar a la altura: después de todo narrar el fondo del universo (el punto más bajo del cosmos según la concepción tolemaica geocéntrica, entendido como el más lejano de Dios) no es empresa a tomar en chanza ni de la lengua que dice mamá y papá.
Sobre qué cosa entendiese Dante con la lengua de "mamá y papá" no está claro y es objeto de controversia: la explicación más simple es que indica la lengua infantil, ¿pero por qué Dante habría necesitado usar una lengua de niños ahora? De otro modo viene considerada como el italiano en general, a pesar de que la expresión aparece un poco degradante hacia aquel vulgar que Dante justamente con su Comedia se proponía de ennoblecer; mediando las dos hipótesis se puede entender la expresión como indicando un idioma instintivo, al contrario de la lengua controlada y rebuscada del lenguaje del arte literario. Puede ser útil la cita del De vulgari eloquentia, donde Dante condenaba "mamá" y "papá" como términos infantiles no aptos para el estilo elevado, quizás se entiende en este caso como el estilo apto a lo que el poeta se preparaba a describir.
Sigue entonces una invocación a aquellas mujeres [...] que ayudaron a Anfión a cerrar Tebas (vv. 10-11), es decir las musas que dieron la capacidad al poeta griego de llamar a las piedras con la belleza de su canto y que espontáneamente bajaron del monte Citerón y formaron los muros de Tebas (en esta frase cerrar significa amurallar). Esto para que la experiencia vivida y la narrada no sean divergentes.
Al final una invectiva de un terceto contra los condenados de lugar donde hablar es duro (difícil de describir), que mejor hubiese sido si hubiesen nacido como ovejas o cabras.

### La Caína: los traidores de los allegados - vv. 16-51

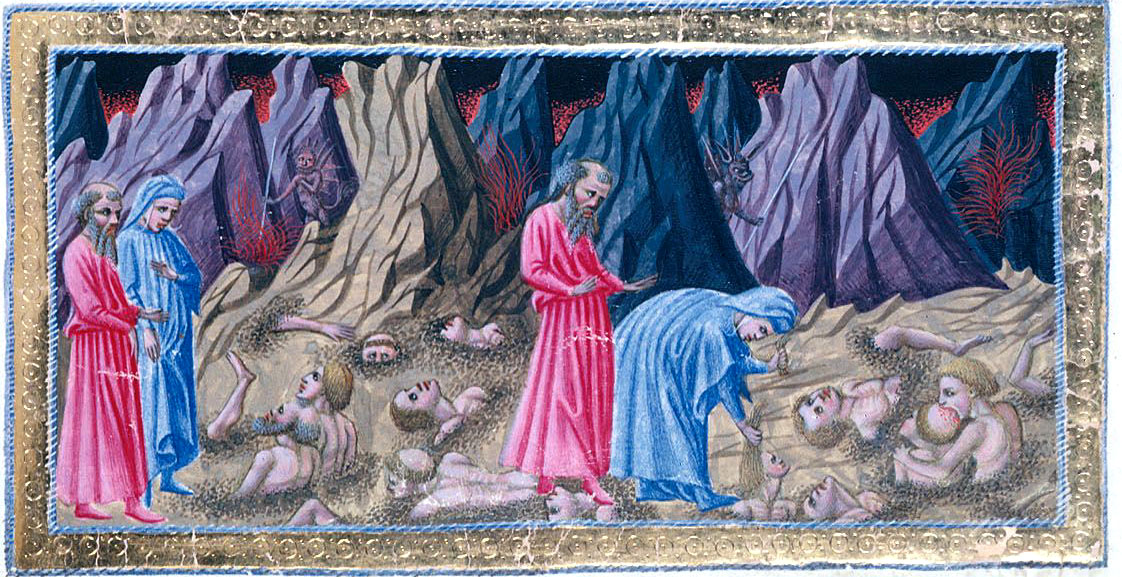
Canto 32, Priamo della Quercia

La narración poética retoma entonces desde el lago de hielo de Cocito, donde los dos peregrinos fueron apoyados por Anteo, y Dante especifica cómo, mirando a la alta pared apenas pasada, ellos ahora se encuentren más abajo de los pies de los gigantes. De improviso se eleva una voz casi de fantasma, de parte de un pecador no precisado: (perífrasis vv. 19-21) " Mira por donde caminas: procede de forma de no pisar con los pies las cabezas de los miseros hermanos y cansados en el físico y en la moral".
Dante se gira, pero su atención viene atraída no por la voz, sino por el lago de hielo que se da cuenta de que tiene debajo, más parecido al vidrio que al agua: no estaba así "velado" con una costra de hielo el Danubio en Austria, ni el Tanáis (el nombre latinizado del Don) bajo el frío cielo del Norte. Además sobre esta costra infernal podría caer el "Monte Tambernick" (hoy conocido con el nombre de Monte Tambura) o el "Monte Pietrapana" (hoy conocido como Pania della Croce) dos montañas de los Alpes Apuanos y no haría ni siquiera hecho crujir el borde del lago (donde la crosta es generalmente más fina).
Análogamente a las ranas que están con el morro fuera del agua, así estaban los condenados, lívidos hasta la cabeza y con los dientes que rechinaban como hacen las cigüeñas con el pico en la estación amorosa. Estos condenados tienen todos la cara dirigida hacia abajo y sus dolores por este frío es declarado por la boca que rechina y por los ojos que lagrimean.
Después de una búsqueda explorativa, Dante mira a los dos pecadores más cercanos a sus pies, así pegados que tienen los pelos enredados. Dante les pregunta quienes son, pero ellos, macabras carcasas humanas, solo logran a estirar hacia arriba el cuello y hacer que caiga algunas lágrimas hasta la boca, antes que las lágrimas se congelasen sobre los ojos. Después como una clavija que sujeta dos maderas, sus cabezas se golpearon por la ira que sintieron: la imagen no es clara, no se entiende si porque se habían separado por odio recíproco (se verá dentro de poco que son dos hermanos que se traicionaron entre ellos) o por efecto de la desesperación por las lágrimas congeladas, o por acción divina causada por haber levantado la cabeza infringiendo la propia pena. En todo caso, esta acción brutal, la primera del lago Cocito, describe muy bien el clima de desolación y degradación extrema del lugar. 
En todo caso, como será esclarecido en la Tolomea, el hecho de tener la cabeza baja es una ventaja para estos condenados, que por lo menos pueden llorar, mientras que a los condenados con la cabeza hacia arriba eso es imposible por las lágrimas se congelan en los ojos haciéndoles sentir dolor en el interior.

### Camicione de' Pazzi - vv. 52-69

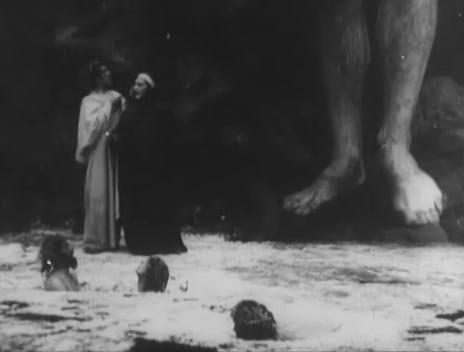
La Caína, versión cinematográfica de El Infierno (1911).

Un condenado entonces toma la palabra, si bien está apuntando hacia abajo. Él, nota macabra, tiene los ojos separados del hielo y probablemente está observando a Dante reflejado en el hielo: (perífrasis vv. 54-69) "¿Por qué te reflejas viéndonos tanto tiempo? Si quieres saber quienes son estos dos, ellos son hijos de Alberto, propietario del valle donde corre el Bisenzio. Salieron del mismo cuerpo (es decir, nacieron de la misma madre) y por cuenta tu puedas buscar en la Caína no encontrarás sombra que sea más digna de estar en gelatina: no aquel que tuvo el pecho y la sombra traspasados por un golpe de espada del Rey Arturo (Mordred), ni el Focaccia (Vanni de' Cancellieri); ni este que con su cabeza me cubre la vista y se llama Sassolo Mascheroni, después de todo si eres toscano sabrás bien quien es. Y después, para que tu no estés atormentando con otras preguntas (notar el tono irritado) sepa que yo soy Camicione de' Pazzi y que espero solo a Carlino que me disculpe con su culpa bien "más grave que la mia."
En este largo monólogo Camicione, exponente de la familia de los Pazzi de Valdarno, que mató traicionándolo a su pariente Ubertino de' Pazzi, indica que toda esta zona del lago congelado se llama "Caína". El nombre deriva de Caín, bíblico ejemplo primario de traición de los parientes o de las personas cercanas en general. 
Primero había descrito a los dos condenados entrelazados a los pies de Dante como hijos del conde Alberto degli Alberti, Condes de Vernio y de Mangona, propietarios de la Rocca di Cerbaia en el Valle Bisenzio: ellos son Napoleone y Alessandro Alberti, asesinados entre ellos entre el 1282 y el 1286 por cuestiones políticas y de intereses. A diferencia de los mitológicos Eteocles y Polinices, la cual llama se bifurcaba por el odio que sentían en la pira que quemaba sus cadáveres (citado por Dante en Inf. XXVI, 54), ellos en cambio están condenados a estar eternamente unidos el uno con el otro.
En este giro poblado en gran mayoría por figuras contemporáneas, Camicione cita solo el ejemplo prácticamente didáctico de Mordred, el traidor del Rey Arturo que en el ciclo bretón viene traspasado hasta matarlo por Lancelot con tal furia que en el texto del Lanzarote del Lago se recuerda como le herida era tan profunda que podía pasar un rayo de sol.
Focaccia es en cambio Vanni de' Cancellieri, de la pendenciera familia de Pistoya que primero creó las facciones de güelfos blancos y negros, el cual mató a un consorte traicionándolo (según algunos comentadores era un pariente cercano o un familiar, pero faltan elementos de archivo para una verdadera documentación). También Sassol Mascheroni, citado con cínica irritación por como su cabeza tape la visual de Camicione, es un traidor del cual no se tienen noticias históricas.
Descubriremos dentro de poco como en este giro los condenados no quieren ser recordados, es más, prefieren esconder el hecho de ser culpables de pecados tan sórdidos. Ugolino della Gherardesca contará su historia solo para denunciar la crueldad de su enemigo, el arzobispo Ruggieri, mientras que en este caso Camicione se nombre solo para evitar de ser atormentado por las preguntas de Dante, con una insufrible irritación: él igual no deja pasar la ocasión para nombrar con infamia a otro persona, Carlino de' Pazzi (en realidad no era un pariente sino que pertenecía a los güelfos Pazzi de Florencia), que cuando muera será castigado en una zona todavía más baja del Infierno, entre los traidores a la patria por el crimen de haber vendido el castillo de Pietravigne a los güelfos negros, obteniendo un salvoconducto para reentrar a Florencia si bien fuese un güelfo blanco. Por eso la culpa de Camicione, en comparación le parecerá menos grave, estableciendo así una maligna graduación de culpabilidad.

### La Antenora: Bocca degli Abati - vv. 70-123

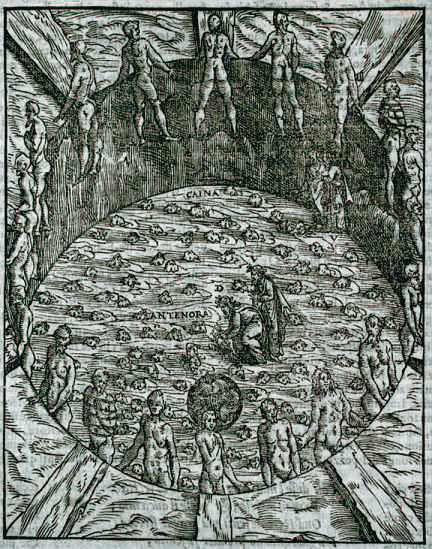
Caína y Antenora, ilustración de Alessandro Vellutello (1534).

Dante prosigue sin comentar la precedente escena y se encuentra alrededor a más de mil caras violáceas por el frío. El pensar en aquella visión da horror al Dante-escritor y siempre pensará en ellos al pensar en los helados vados. Y mientras siguen hacia el centro, hacia el cual todo peso tiende (el centro de la tierra), Dante tiembla en el gélido viento eterno. Entre las diversas zonas del noveno círculo no hay barreras, sino solo una densa niebla que revela los lugares gradualmente.
En este terceto él usa la rima en ezzo y en azzi, las peores combinaciones de sonidos como él había indicado en el De Vulgari Eloquentia, y que se debe evitar absolutamente en la poesía de estilo elevado. Es este un ejemplo de rimas ásperas y roncas nombradas al inicio del canto, unidas a las numerosas rima con sonidos oscuros (uso de la u) y fuertes como las rimas con doble consonante (-accia, -etti, -olli, -inse, -ecchi, -onta...), y la rima trunca en "u" (Artù, più, fu).
En un cierto punto Dante pisa fuerte con el pie una cabeza, quizás por su voluntad, quizás por el destino (o más bien la providencia) o quizás un caso de la suerte: como si su persona hubiese sido en aquel caso un instrumento de castigo divino. Aquella alma le grita llorando preguntándole por qué lo pisa y si no vino a incrementar la venganza de Montaperti
Dante entiende la referencia y pide a Virgilio que lo espere, porque debe quitarse una importante duda acerca de aquel condenado, y que después retomará el camino rápidamente.
Dante no lo dice, pero la duda en cuestión acerca de la Batalla de Montaperti es acerca de la sospecha de una traición en las filas güelfas, unánimemente sospechado pero nunca confirmado con certeza: alguien en la caballería güelfa, durante un duro ataque de las tropas alemanas de Manfredo había cortado en neto la mano del portainsigna Jacopo de' Pazzi, haciendo así perder el punto de referencia para la armada florentina que tuvo que desbandarse.
Dante entonces tiene una fuerte sospecha, visto el lugar donde se encuentra, de poder dar finalmente una solución a la cuestión. Vuelve con el alma condenada, que todavía blasfemaba, e inicia una dura charla (la tercera en el Infierno después de aquella con Filippo Argenti, con Mastro Adamo y Sinón) con un rápido cambio de tono : (perífrasis vv. 87-102)
Dante: "¿Quién eres tú que lanzas estos insultos así?"

Condenado: "¿Y tú quién eres, que vas por la Antenora golpeando a los demás, que si (¿yo?¿tú?) estuviese vivo hubiese sido mucho?" (sobre el significado ambiguo, quizás puede ser entendido como "si yo estuviese vivo, no soportando esta injuria, me habría ya vengado")

Dante: "Vivo estoy yo, y esto podría favorecerte si pides fama, porque podría escribir tu nombre en mi narración"

Condenado: "Yo quiero el contrario, levántate de aquí y no me molestes más, que no sabes de verdad como se adula en estas partes"

Dante, tomando al condenado por los cabellos de la nuca: "Te conviene dar tu nombre, si quieres que te queden estos cabellos en la cabeza"

Condenado: "Aunque me saques los cabellos no te diré quien soy, tampoco si mil veces me tomases de la cabeza".
Entonces Dante lleno de ira esta vez le arranca más de un mechón de pelos mientras que el condenado grita como un perro con la cabeza hacia abajo.
Entonces otro traidor habla preguntando porqué Bocca grita tanto: (perífrasis vv. 107-108) "¿No te basta con rechinar los dientes? ¿Qué diablos tienes?".
Dante entonces tuvo la confirmación de sus sospechas y suelta al traidor obligándolo a callar, porque el recuerdo de su vergüenza será revelado. Bocca degli Abati, este es el nombre completo del condenado, no calla, es más, ahora que fue traicionado por un traidor como él, se apura a nombrar a otros traidores, de forma que ellos también sufran la vergüenza de sus pecados: (perífrasis vv. 112-113) "Vete ahora y cuenta lo que te plazca; pero si de verdad sales de aquí no calles a aquel que tuvo la lengua tan lista: él es Buoso da Duera, que llora por el dinero obtenido de los franceses, y podrás bien decir que lo viste allí donde los pecadores están frescos. Y si te preguntasen '¿qué otros hay?' tu estás al lado de Tesauro Beccaria, al cual Florencia segó el cuello. Después allí creo que están Gianni de' Soldanieri con Ganelón y Tebaldello, que abrió las puertas de Faenza cuando todos dormían". 
Bocca degli Abari entonces, una vez que fue contado su secreto se apura para avergonzar la mayor cantidad de compañeros posibles, listando varios traidores de la patria (solo Ganelón no es contemporáneo, sino que es el personaje de la Cantar de Roldán que traicionando hizo posible la masacre de Roncesvalles). Ellos están castigados en el Antenora, que toma el nombre de Antenor, personaje homérico (pero Dante no lo sabía porque no había leído la Ilíada) citado también por Servio como traidor de Troya.
En ningún otro lugar del Infierno se había asistido a una total falta de solidaridad entre los condenados con en este círculo, el de los traidores.

### El conde Ugolino y el arzobispo Ruggieri - vv. 124-139

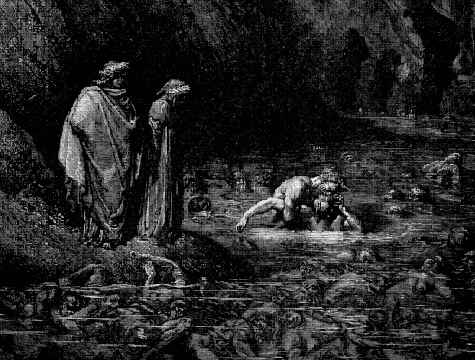
Incontro con Ugolino e l'arcivescovo Ruggieri, ilustración de Gustave Doré.

De nuevo Dante se aleja en silencio y más adelante nota, en la misma zona, dos traidores juntos, uno de los cuales hace de sombrero a la cabeza del otro: y así como se come el pan por hambre, así él le mordía la nuca, no menos de como hizo Tideo (Rey de Tebas citado por Estacio) con las sienes de Menalippo por despecho.
Dante pide entonces saber solemnemente quién es, dirigiéndose a aquel que brutalmente comía del otro, y por qué: si de hecho hace tal bestial seña por odio, Dante podrá, conociéndolos a ellos y a sus pecados, hablar de ellos en el mundo, compensándolos, aunque tuviese que secarse su garganta (es decir, se trata de una promesa). 
Se trata del conde Ugolino della Gherardesca y del arzobispo Ruggieri, cuya historia será magistralmente ilustrada en el canto sucesivo y aquí solo viene introducido el pedido de Dante.

## El contrapaso
El contrapaso de los traidores es genérico y similar para las cuatro zonas del círculo con alguna particularidad secundaria entre zona y zona y en algunas casos entre condenado y condenado. Ante todo el hielo que envuelve a los traidores puede ser puesto en relación con el frío y la dureza "del corazón" necesario a quien cumple con lucidez una traición, quizás en la frialdad de la premeditación, en contraposición con el calor humano (o el fuego de la caridad, como Dante la tomará personificada en el Paraíso terrestre, en la cima del Purgatorio). Además ellos representan el máximo de degradación humana, siendo su pecado el más grave del Infierno y por eso son degradados en la inmovilidad a "piedras-humanas" (se piense a la mayor degradación de los ladrones transformados en serpientes o de los suicidas en zarzas, después de todo criaturas superiores a las piedras inanimadas).